# المحبس (مسورة)

تعديل مصدري - تعديل

المحبس هي إحدى قرى عزلة دماج بمديرية مسورة التابعة لمحافظة البيضاء، بلغ تعداد سكانها 164 نسمة حسب تعداد اليمن لعام 2004.